# الرسائل المتبادلة بين المنصور والنفس الزكية

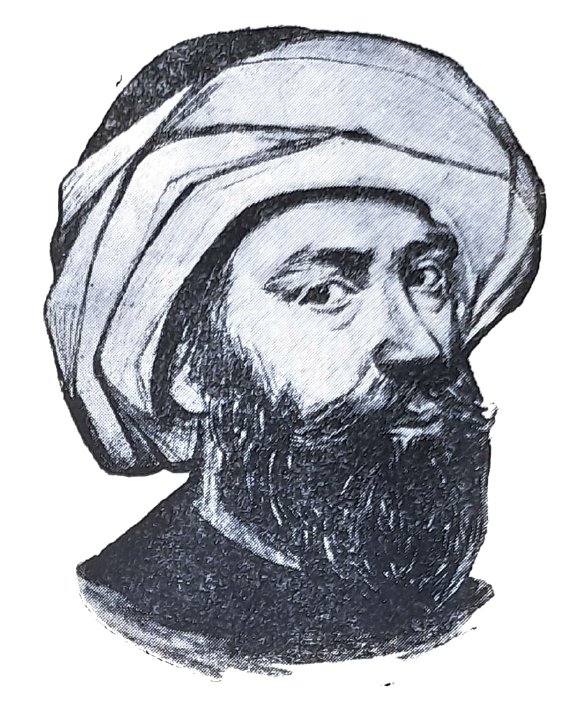
رسمٌ تخيُّلي للخليفة العبَّاسي أبو جعفر المنصور

الرَّسائل المُتبادلة بين المنصُور والنَّفس الزكيَّة، هي مجموعة مراسلات جرت بين الخليفة العبَّاسي أبو جعفر المنصُور المُقيم في العراق، والثَّائر مُحمَّد النَّفس الزَّكيَّة العلوي في المدينة المُنوَّرة في سنة 145 هـ / 762 م.

## خلفية
تولى أبو جعفر المنصور حكم الخلافة العبَّاسيَّة بعد أخيه أبُو العبَّاس السَّفَّاح في 13 ذو الحجَّة سنة 136هـ / 10 يونيو 754م، وقد واجه العديد من الأحداث والثَّورات في عهده وتمكن من إخمادها جميعًا، ومنها ثورة مُحمَّد النَّفس الزَّكيَّة العلوي، حين ثار في المدينة المُنورة طالبًا بالخلافة لنفسه في 28 جُمادى الآخرة سنة 145هـ / 22 سبتمبر 762م.

## الرسائل

### رسالة المنصور
آثر الخليفة أبو جعفر المنصور إرسال كتاب إلى مُحمَّد النَّفس الزَّكيَّة قبل إرساله جيشًا كثيفًا بقيادة وليُّ العهد وابن عمه عيسى بن موسى لمُحاربته، فقال:
بسم الله الرَّحمن الرَّحيم، من عبد الله عبد الله أمير المؤمنين إلى محمد بن عبد الله،﴿إِنَّمَا جَزَاءُ الَّذِينَ يُحَارِبُونَ اللَّهَ وَرَسُولَهُ وَيَسْعَوْنَ فِي الْأَرْضِ فَسَادًا أَنْ يُقَتَّلُوا أَوْ يُصَلَّبُوا أَوْ تُقَطَّعَ أَيْدِيهِمْ وَأَرْجُلُهُمْ مِنْ خِلَافٍ أَوْ يُنْفَوْا مِنَ الْأَرْضِ ذَلِكَ لَهُمْ خِزْيٌ فِي الدُّنْيَا وَلَهُمْ فِي الْآخِرَةِ عَذَابٌ عَظِيمٌ ۝٣٣﴾ [المائدة:33]، ولك عليَّ عهد الله وميثاقه وذمته وذمة رسوله صلَّى الله عليه وسلم إن تبت ورجعت من قبل أن أقدر عليك أن أؤمنك على نفسك وولدك وإخوتك وأهل بيتك ومن اتبعكم على دمائكم وأموالكم، وأسوغك ما أصبت من دم أو مال، وأعطيك ألف ألف درهم، وما سألت من الحوائج، وأنزلك من البلاد حيث شئت، وأن أطلق في حبسي من أهل بيتك، وأن أؤمِّن كل من جاءك وبايعك واتبعك أو دخل معك في شيء من أمرك، ثم لا أتبع أحدًا منهم بشيء كان منه أبدًا، فإن أردت أن تتوثق لنفسك فوجَّه إليَّ من أحببت يأخذ لك من الأمان والعهد والميثاق ما تتوثَّق به، والسَّلام.

### رد مُحمَّد النفس الزَّكية
بسم الله الرَّحمن الرَّحيم، من عبد الله المهدي محمد بن عبد الله إلى عبد الله بن محمد، ﴿طسم ۝١ تِلْكَ آيَاتُ الْكِتَابِ الْمُبِينِ ۝٢ نَتْلُو عَلَيْكَ مِنْ نَبَإِ مُوسَى وَفِرْعَوْنَ بِالْحَقِّ لِقَوْمٍ يُؤْمِنُونَ ۝٣ إِنَّ فِرْعَوْنَ عَلَا فِي الْأَرْضِ وَجَعَلَ أَهْلَهَا شِيَعًا يَسْتَضْعِفُ طَائِفَةً مِنْهُمْ يُذَبِّحُ أَبْنَاءَهُمْ وَيَسْتَحْيِي نِسَاءَهُمْ إِنَّهُ كَانَ مِنَ الْمُفْسِدِينَ ۝٤ وَنُرِيدُ أَنْ نَمُنَّ عَلَى الَّذِينَ اسْتُضْعِفُوا فِي الْأَرْضِ وَنَجْعَلَهُمْ أَئِمَّةً وَنَجْعَلَهُمُ الْوَارِثِينَ ۝٥ وَنُمَكِّنَ لَهُمْ فِي الْأَرْضِ وَنُرِيَ فِرْعَوْنَ وَهَامَانَ وَجُنُودَهُمَا مِنْهُمْ مَا كَانُوا يَحْذَرُونَ ۝٦﴾ [القصص:1–6]، وأنا أعرض عليك من الأمان مثل ما عرضت علي، فإن الحق حقُّنا وإنما ادَّعيتم هذا الأمر بنا، وخرجتم لنا بشيعتنا، وحظيتم بفضلنا، وإن أبانا عليًا كان الوصي وكان الإمام، فكيف ورثتم ولايته وولده أحياء؟

ثم قد علمت أنه لم يطلب الأمر أحد له مثل نسبنا وشرفنا وحالنا وشرف آبائنا، لسنا من أبناء اللُّعناء ولا الطرداء ولا الطُّلقاء، وليس يمت أحد من بني هاشم بمثل الذي نمتُّ به من القرابة والسَّابقة والفضل، وإنا بنو أم رسول الله صلَّى الله عليه وسلَّم فاطمة بنت عمرو في الجاهليَّة، وبنو بنته فاطمة في الإسلام دونكم. إن الله اختارنا واختار لنا، فوالدنا من النبيين مُحمَّدٌ أفضلهم، ومن السَّلف أولهم إسلامًا علي، ومن الأزواج أفضلهن خديجة الطَّاهرة وأوَّل من صلَّى إلى القِبلة، ومن البنات خيرهُن فاطمة سيدة نساء العالمين وأهل الجنَّة، ومن المولودين في الإسلام حسن وحسين سيدا شباب أهل الجنَّة، وإن هاشمًا ولد عليًا مرتين وإن عبد المُطَّلب ولد حسنًا مرتين، وإن رسول الله صلَّى الله عليه وسلَّم ولدني مرَّتين من قبل حسن وحسين، وإني أوسط بني هاشم نسبًا وأصرحهم أبًا، لم تعرَّق في الآباء والأمهات في الجاهليَّة والإسلام حتى اختار لي في الأشرار، فأنا ابن أرفع الناس درجةً في الجنَّة، وأهونهم عذابًا في النار، ولك الله علي إن دخلت في طاعتي وأجبت دعوتي أن أؤمنك على نفسك ومالك وعلى كل أمر أحدثته إلا حدًا من حدود الله أو حقًا لمُسلم أو مُعاهد، فقد علمت ما يلزمني من ذلك. وأنا أولى بالأمر منك وأوفى بالعهد، لأنك أعطيتني من الأمان والعهد ما أعطيته رجالًا قبلي، فأي الأمانات تعطيني؟ أمان ابن هُبيرة أم أمان عمك عبد الله بن علي أم أمان أبي مُسلم؟.

### رد المنصور الأخير
لما ورد كتاب النَّفس الزَّكيَّة على أبو جعفر المنصُور، وكان يختط بغداد، طلب أبو أيوب المورياني أن يجيبه على كتابه، إلا أن أبو جعفر قال له: «لا، إذا تقارعنا على الأحساب، فدعني وإياه»، ثم كتب إليه:
بسم الله الرَّحمن الرَّحيم، أما بعد فقد بلغني كلامك وقرأت كتابك، فإذا جُلَّ فخرك بقرابة النساء لتُضل به الجُفاة والغوغاء، ولم يجعل الله النساء كالعمومة والآباء، ولا كالعصبة والأولياء، لأن الله جعل العم أبًا، وبدأ به في كتابه على الوالدة الدنيا، ولو كان اختيار الله لهُنَّ على قدر قرابتهن كانت آمنة أقربهُنَّ رحمًا، وأعظمهن حقًا، وأوَّل من يدخل الجنَّة، ولكن اختيار الله لخلقه على علمه فيما مضى منهم واصطفائه لهم.
وأما ما ذكرت من فاطمة أم أبي طالب وولادتها فإن الله لم يرزق أحدًا من ولدها الإسلام لا بنتًا ولا ابنًا، ولو أن رجلًا رُزق الإسلام بالقرابة رزقه عبد الله ولكان أولاهم بكل خير في الدُّنيا والآخرة، ولكن الأمر لله يختار لدينه من يشاء، قال تعالى:﴿إِنَّكَ لَا تَهْدِي مَنْ أَحْبَبْتَ وَلَكِنَّ اللَّهَ يَهْدِي مَنْ يَشَاءُ وَهُوَ أَعْلَمُ بِالْمُهْتَدِينَ ۝٥٦﴾ [القصص:56]، ولقد بعث الله مُحمَّدًا صلَّى الله عليه وسلَّم وله عمومة أربعة، فأنزل الله عزَّ وجل:﴿وَأَنْذِرْ عَشِيرَتَكَ الْأَقْرَبِينَ ۝٢١٤﴾ [الشعراء:214]، فأنذرهم ودعاهم، فأجاب اثنان، أحدهما أبي، وأبى اثنان، أحدهما أبوك، فقطع الله ولايتهما منه ولم يجعل بينه وبينهما إلاً ولا ذمة ولا ميراثًا.
وزعمت أنك ابن أخف أهل النَّار عذابًا وابن خير الأشرار، وليس في الكفر بالله صغير، ولا في عذاب الله خفيفٌ يسير، وليس في الشر خيار، ولا ينبغي لمؤمنٍ يُؤمن بالله أن يفخر بالنَّار، وسترد فتعلم ﴿وَسَيَعْلَمُ الَّذِينَ ظَلَمُوا﴾ [الشعراء:227].
وأما أمر حسن وأن عبد المُطَّلب ولده مرَّتين وأن النَّبي صلَّى الله عليه وسلَّم ولدك مرَّتين، فخير الأولين والآخرين رسول الله صلَّى الله عليه وسلَّم لم يلده هاشمٌ إلا مرَّة، ولا عبد المُطَّلب إلا مرَّة، وزعمت أنك أوسط بني هاشم وأصرحهم أمًا وأبًا، وأنه لم يلدك العجم ولم تعرَّق فيك أمهات الأولاد، فقد رأيتك فرخت على بني هاشم طُرًا، فانظر، ويحك، أين أنت من الله غدًا! فإنك قد تعدَّيت طَورَك وفخرت على من هو خيرٌ منك نفسًا وأبًا وأولادًا وأخًا إبراهيم بن رسول الله صلَّى الله عليه وسلَّم وما خيار بني أبيك خاصَّة وأهل الفضل منهم إلا بنو أمهات الأولاد، وما وُلد فيكم بعد وفاة رسول الله صلَّى الله عليه وسلَّم أفضل من عليُّ بن الحسين وهو لأم ولد، ولهو خيرٌ من جدك حسن بن حسن، وما كان فيكم بعده مثل محمَّد بن علي، وجدته أم ولد، ولهو خيرٌ من أبيك، ولا مثل ابنه جعفر وجدته أم ولد، وهو خيرٌ منك.
وأما قولك إنكم بنو رسول الله صلَّى الله عليه وسلَّم فإن الله تعالى يقول في كتابه: ﴿مَا كَانَ مُحَمَّدٌ أَبَا أَحَدٍ مِنْ رِجَالِكُمْ﴾ [الأحزاب:40]، ولكنكم بنو بنته، وإنها لقرابة قريبة ولكنها لا يجوز لها الميراث ولا ترث الولاية، ولا يجوز لها الإمامة، فكيف تُورَث بها؟ ولقد طلبها أبوك بكل وجهٍ فأخرج فاطمة نهارًا ومرَّضها سرًا ودفنها ليلًا، فأبى النَّاس إلا الشَّيخين، ولقد جاءت السُّنَّة التي لا اختلاف فيها بين المسلمين أن الجد أبا الأم والخال والخالة لا يُورثون.
وأما ما فخرت به من علي وسابقته فقد حضرت رسول الله صلَّى الله عليه وسلَّم الوفاةُ فأمر غيره بالصَّلاة ثم أخذ الناسُ رجلًا بعد رجل فلم يأخذوه، وكان في السَّتة فتركوه كلهم دفعًا له عنها ولم يروا له حقًا فيها. وأما عبد الرَّحمن فقدَّم عليه عُثمان وهو له مُتَّهم، وقاتله طلحة والزُّبير وأبى سعد بيعته فأغلق بابه دونه، ثم بايع مُعاوية بعده، ثم طلبها بكل وجه وقاتل عليها وتفرَّق عنه أصحابه وشكَّ فيه شيعته قبل الحكومة، ثم حكم حكمين رضي بهما وأعطاهما عهد الله وميثاقه فاجتمعا على خلعه، ثم كان حسن فباعها من مُعاوية بخِرَق ودراهم ولحق بالحجاز وأسلم شيعته بيد مُعاوية ودفع الأمر إلى غير أهله وأخذ مالًا من غير ولائه ولا حله، فإن كان لكم فيها شيء فقد بعتموه وأخذتم ثمنه، ثم خرج عمُّك حسين على ابن مرجانة فكان الناس معه عليه حتى قتلوه وأتوا برأسه إليه، ثم خرجتم على بني أميَّة فقتلوكم وصلَّبوكم على جذوع النَّخل وأحرقوكم بالنيران ونفوكم من البلدان حتى قُتل يحيى بن زيد بخُراسان وقتلوا رجالكم وأسروا الصَّبية والنساء وحملوهم بلا وطاء في المحامل كالسبي المجلوب إلى الشَّام حتى خرجنا عليهم فطلبنا بثأركم وأدركنا بدمائكم وأورثناكم أرضهم وديارهم وسنَّينا سلفكم وفضَّلناه، فاتَّخذت ذلك علينا حُجَّة وظننت أنَّا إنما ذكرنا أباك للتقدمة منا له على حمزة والعبَّاس، وجعفر، وليس ذلك كما ظننت، ولكن خرج هؤلاء من الدُّنيا سالمين مُتسلمًا منهم مجتمعًا عليهم بالفضل، وابتُلي أبوك بالقتال والحرب، وكانت بنو أميَّة تلعنه كما تلعن الكفرة في الصَّلاة المكتوبة، فاحتججنا له وذكَّرناهم فضله وعنَّفناهم وظلمناهم بما نالوا منه.
فلقد علمت أن مكرمتنا في الجاهليَّة سقاية الحاج الأعظم وولاية زمزم، فصارت للعبَّاس من بين إخوته، فنازعنا فيها أبوك فقضى لنا عليه عُمر، فلم نزل نليها في الجاهليَّة والإسلام، ولقد قحط أهل المدينة فلم يتوسَّل عُمر إلى ربه ولم يتقرَّب إليه إلا بأبينا حتى نعشهم الله وسقاهم الغيث وأبوك حاضر لم يتوسَّل به، ولقد علمت أنه لم يبق أحد من بني عبد المُطَّلب بعد النَّبي صلَّى الله عليه وسلَّم غيره فكانت وراثة من عمومته، ثم طلب هذا الأمر غير واحد من بني هاشم فلم ينله إلا ولده، فالسَّقاية سقايته، وميراث النبي له، والخلافة في ولده، فلم يبق شرفٌ ولا فضل في جاهلية ولا إسلام في الدُّنيا والآخرة إلا والعبَّاس وارثه مورثه.

وأما ما ذكرت من بدر فإن الإسلام جاء والعبَّاس يُموِّن أبا طالب وعياله وينفق عليهم للأزمة التي أصابته، ولولا أن العبَّاس أُخرج إلى بدر كارهًا لمات طالب وعقيل جوعًا وللحسا جفان عُتبة وشيبة، ولكنه كان من المُطعمين فأذهب عنكم العار والسَّبَّة وكفاكم النفقة والمؤونة، ثم فدى عقيلًا يوم بدر، فكيف تفخر علينا وقد عُلناكم في الكُفر وفديناكم من الأسر وحُزنا عليكم مكارم الآباء وورثنا دونكم خاتم الأنبياء وطلبنا بثأركم فأدركنا منه ما عجزتم عنه، ولم تدركوا لأنفسكم! والسَّلام عليكم ورحمة الله.

## ما بعد الرسائل

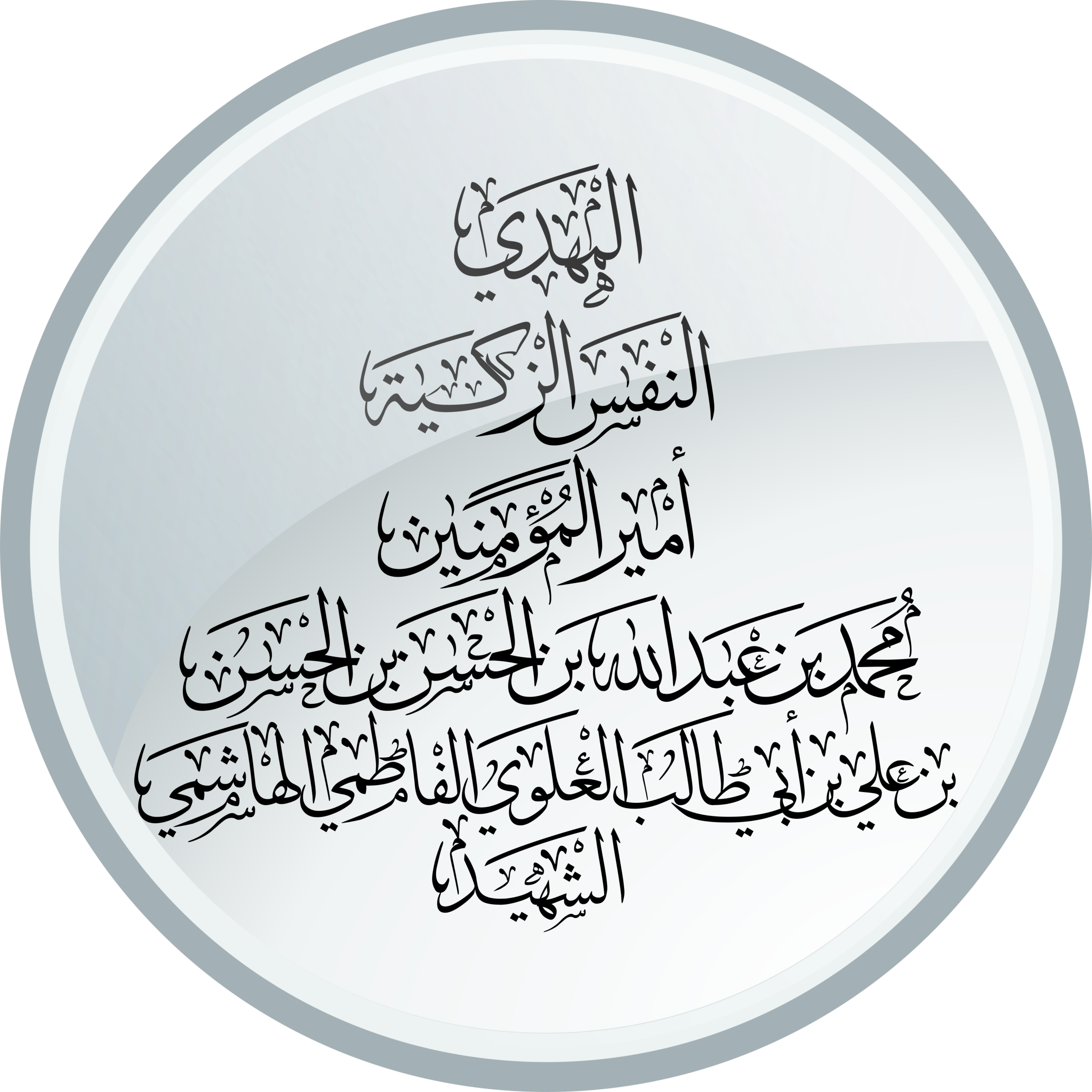
تخطيط باسم مُحمَّد النَّفس الزَّكيَّة.

توجَّه عيسى بن موسى العبَّاسي ومعه عددًا من القادة العبَّاسيين مثل حميد بن قحطبة وكثير بن حُصين العبدي، وهزارمرد وغيرهم، على رأس جيشٍ كبير نحو المدينة المُنوَّرة، وكان محمَّد النَّفس الزَّكيَّة قد شاور أصحابه في البقاء في المدينة أو مُغادرتها، فاختلفوا في رأيهم، حتى استقر على البقاء فيها وحفر خندق، وكان أول من حفر. نزل الجيش العبَّاسي في منطقة الأعْوص، وكان النَّفس الزَّكيَّة قد جمع الناس وأخذ عليهم الميثاق وحصرهم حتى لا يخرجون إليه، وخطب بهم خطبة خيرهم فيها بين البقاء معه وبين تركه، فخرج معظم الناس من أهل المدينة بذراريهم وأهليهم إلى الأعراض والجبال، ولم يبق سوى النَّفس الزَّكيَّة ومعه عددًا من الرجال، فأمر أبو القَلَمْس برد من استطاع ردُّهم، إلا أنه عجز لكثرتهم. قُتل النَّفس الزَّكيَّة وأنصاره وأخمدت ثورتهم وأمن الناس في يوم الاثنين بعد العصر، 14 رمضان سنة 145 هـ / 5 ديسمبر 762 م.

### فهرس المنشورات
1. ↑  ابن الأثير (2005)، ص. 809-810.
2. ↑  أدهم (1969)، ص. 115.
3. ↑  ابن الأثير (2005)، ص. 811.
4. ↑  أدهم (1969)، ص. 116.
5. ↑  ابن الأثير (2005)، ص. 811-812.
6. ↑  أدهم (1969)، ص. 118-119.
7. ↑  ابن الأثير (2005)، ص. 812-813.
8. ↑  ابن كثير (2004)، ص. 1503.
9. ↑  أدهم (1969)، ص. 117-120.
10. ↑  الخضري (2004)، ص. 65-68.
11. ↑  ابن الأثير (2005)، ص. 813-815.

### معلومات المنشورات كاملة
الكُتُب العربيَّة مرتبة حسب تاريخ النشر
- علي أدهم (1969)، أبو جعفر المنصور، القاهرة: دار الكاتب العربي، OCLC:4770145624، QID:Q123471625
- محمد الخضري بك (2003). الدولة العباسية. مراجعة: نجوى عباس. القاهرة: مؤسسة المختار للنشر. ISBN:978-977-5283-97-9. OCLC:54844608. OL:31601253M. QID:Q123224571.
- ابن كثير الدمشقي (2004)، البداية والنهاية، تحقيق: أبو صهيب الكرمي (ط. 1)، لبنان: بيت الأفكار الدولية، OCLC:1014077365، QID:Q123368203
- ابن الأثير الجزري (2005)، الكامل في التاريخ، مراجعة: أبو صهيب الكرمي، عَمَّان: بيت الأفكار الدولية، OCLC:122745941، QID:Q123225171